# Seongmun-myeon
Seongmun-myeon (koreanska: 석문면) är en socken i kommunen Dangjin i provinsen Södra Chungcheong i Sydkorea, 75 km sydväst om huvudstaden Seoul.